# Pavel Jurjevics Gubarev
Pavel Jurjevics Gubarev (oroszul: Павел Юрьевич Губарев; Szjevjerodoneck, 1983. február 10. –), ukrán névváltozatban Pavlo Jurijovics Hubarjev (ukránul: Павло Юрійович Губарєв) orosz nemzetiségű ukrán politikai aktivista, oroszbarát politikus, az ún. Donyecki Milícia vezetője. A 2014. elején Kelet-Ukrajnában kitört kormányellenes és oroszpárti tüntetések egyik vezéralakja. Magát március 3-án a Donecki terület népi kormányzójává kiáltotta ki, amikor az oroszbarát szeparatista fegyveresek elfoglalták Doneckben a Területi Tanács székházát. Az Ukrán Biztonsági Szolgálat (SZBU) letartóztatta szeparatista megnyilvánulásaiért. és 10 év börtönre ítélték, hívei azonban április 7-én Doneckben kikiáltották az ún. Donyecki Népköztársaság függetlenségét krími mintára.

## Életrajza
Gubarev a donecki egyetemen diplomázott történelem szakon, foglalkozását tekintve egy helyi cég hirdetésvezetője. Tagja volt korábban az oroszpárti Ukrán Haladó Szocialista Pártnak, sőt egy neonáci jellegű orosz félkatonai csoportnak az Orosz Nemzeti Egységnek is. Gubarev erős híve ugyanakkor a pánszlávizmusnak is.
A 2014-es válság kirobbanása óta Gubarev és az orosz, illetve oroszbarát ukrán tüntetők számos akciót hajtottak végre a donecki területi igazgatásnak székhelye ellen. Nem egy esetben vonták blokád alá az épületet, s elszántságukat fokozta még a krími annexió is. Március 6-án is követelték egy hasonló népszavazás kiírását és Gubarev három nappal korábban magát népi kormányzónak neveztette ki. A terület hivatalos kormányzója Szerhij Taruta.
Március 6-án az SZBU letartóztatta és Kijevbe szállították. Hívei tíz nappal később megint megrohamozták a terület vezetésének székhelyét és Gubarev szabadon bocsátását követelték. Három hét múlva, április 7-én a tüntetők, akiknek sikerült lőfegyvereket beszerezni, újfent elfoglalták az épületet és függetlenségi nyilatkozatot tettek. Államuk vezetőjének továbbra is Gubarevet tekintik.
Március 6-án a sevcsenkói kerületi bíróság kéthónapos fogva tartását rendelte el. Május 5-én ugyanez a bíróság 2014. június 28-ig meghosszabbította az előzetes fogva tartását. Két nappal később azonban egy fogolycsere keretében szabadon engedték, Gubarevet az SZBU Alfa speciális egységének három fogvatartott munkatársára cserélték el.
2014. október 12-ről 13-ra virradó éjszaka a donecki területen a Doneck−Rosztov-autóúton ismeretlen fegyveresek rálőttek a Gubarevet szállító gépkocsira. A súlyos fejsérülést szenvedett Gubarevet Rosztov egyik kórházába szállították.
Gubarev kiszabadulása után háttérbe szorult, tisztsége jelképes lett, ráadásul adminisztrációs okokra hivatkozva azt is megakadályozták, hogy a 2014 novemberében megtartott donecki parlamenti választáson részt vegyen. A választás után pozícióját megszüntették.